# Ostmärkische Sturmscharen
De Ostmärkische Sturmscharen was een militie in Oostenrijk, die door Kurt von Schuschnigg in december 1930 is opgericht. De militie was een tegenhanger van de fascistische Heimwehr. Schuschnigg, die in juli 1934 bondskanselier van Oostenrijk werd, vormde de Ostmärkische Sturmscharen in 1936 om tot een 'cultuurorganisatie', om te verhinderen dat het zoals alle andere milities, waaronder de Heimwehr, in het Vaderlands Front zou worden opgenomen. De Ostmärkische Sturmscharen werd na de Anschluss in 1938 verboden. Leopold Figl was de Landesführer van de Sturmscharen.